# Radiokomunikacja
Radiokomunikacja (ang. radiocommunication) – oznacza komunikację za pomocą fal radiowych.
Rozróżnia się:
- radiokomunikację porozumiewawczą,
- radiokomunikację rozsiewczą (radiodyfuzyjną),
- radiokomunikację zbiorczą.